# 电化学梯度

跨半滲透細胞膜的離子濃度和電荷圖。

电化学梯度（英語：electrochemical gradient）是离子跨膜运动而产生的梯度，通常包括电位梯度和浓度梯度。电化学势能是一种维持细胞生命活动的势能。这一能量以化学势的形式存储，表现为细胞膜两侧的离子浓度梯度。当穿过可渗透膜的离子浓度不相等时，离子将通过简单的扩散穿过膜从高浓度区域移动到低浓度区域。 离子还携带电荷，在膜上形成电势。 如果跨膜的电荷分布不均，则电势差会产生驱动离子扩散的力，直到膜两侧的电荷平衡。 

## 定義
電化學梯度是電化學勢的梯度：
{\displaystyle \nabla {\overline {\mu }}_{i}=\nabla \mu _{i}({\vec {r}})+\nabla z_{i}\mathrm {F} \varphi ({\vec {r}})}, 其中
- {\displaystyle \mu _{i}} 離子種類{\displaystyle i}的化學勢
- {\displaystyle z_{i}} 離子種類{\displaystyle i}的化合價
- F, 法拉第常数
- {\displaystyle \varphi } 局部電勢

## 概述
電化學勢在電分析化學和工業應用（如電池和燃料電池）中很重要。 它代表了許多可互換的勢能形式之一，通過它能量可以被保存。
在生物過程中，離子通過扩散作用或主動運輸跨膜移動的方向由電化學梯度決定。 在線粒體和葉綠體中，質子梯度用於產生化學滲透勢(chemiosmotic potential)，也稱為質子動力(proton-motive force)。 這種勢能分別用於通過氧化磷酸化或光合磷酸化合成ATP。

## 生物學背景
通過跨細胞膜的離子運動產生跨膜電勢驅動生物過程，如神經傳導、肌肉收縮、激素分泌和感覺過程。 按照慣例，典型的動物細胞在細胞內部相對於外部具有 -50 mV 至 -70 mV 的跨膜電位。
電化學梯度還在線粒體氧化磷酸化中建立質子梯度方面發揮作用。

## 離子梯度

Na^{+}-K^{+}-ATPase鈉鉀泵的图。

由於離子帶電，它們不能通過簡單的擴散穿過膜。 兩種不同的機制可以跨膜運輸離子：主動運輸或被動運輸。離子主動轉運的一個例子是Na+/K+-ATPase(NKA)。NKA 催化 ATP 水解為 ADP 和無機磷酸鹽，每水解一個 ATP 分子，三個Na+被轉運到細胞外，兩個K+被轉運到細胞內。這使得細胞內部比外部更負，更具體地產生約-60mV的膜電位 Vmembrane。 被動傳輸的一個例子是通過Na+, K+, Ca2+和Cl−通道的離子通道。 這些離子傾向於向下移動它們的濃度梯度。